# Rhinow
Rhinow település Németországban, azon belül Brandenburgban. Lakosainak száma 1584 fő (2023. december 31.).

## Népesség
A település népességének változása:
| Lakosok száma | 1397 | 1713 | 2198 | 2065 | 2154 | 2021 | 1874 | 1695 | 1614 | 1584 |
|               | 1875 | 1939 | 1981 | 1992 | 1997 | 2001 | 2006 | 2011 | 2016 | 2023 |